# بريجيت السويدية
بيرغيتا (بالسويدية: Heliga Birgitta)‏ وتعرف أيضاً بالقديسة بريجيتا، ولدت بتاريخ 1302 أو 1303 في السويد - وتوفيت بتاريخ 23 يوليو/تموز 1373 في روما، كانت بريجيتا ابنة أمير سويدي وأصبحت لاحقا مؤسسة للرهبنة البريجيتية (رهبنة بريجيت).

## حياتها
كانت بريجيت ابنة أمير سويدي يدعى بيرجير وكانت عائلتها منحدرة من سلالة الملوك القوطيين. تلقنت الإيمان المسيحي من والديها، وتعلقت بهذا الإيمان منذ صغرها وكانت الصلاة والتأمل في آلام المسيح العلامة المميزة التي رافقتها خلال مسيرة حياته. عام 1316 تزوجت بأمر من والدها من أولفو أمير نيريسيا في السويد، وأنجبت منه ثمانية أطفال بما فيهم ابنتها كاترين التي أصبحت لاحقا القديسة كاترين من فاديستينا.
بعدها قررت بريجيت وزوجها الالتزام بنذر العفة وقاموا برحلة حج إلى سانتياغو دي كومبوستيلا في جليقية – إسبانيا بين عامي 1341 و1343. وفي طريق عودتهم إلى ديارهم قرروا الدخول لدير تابع للرهبنة السسترسينية في قرية ألفاسترا في أوستيرجولتلاند – السويد، وتوفي أولفو هناك في وقت لاحق وكرست بعدها بريجيت نفسها كلياً للحياة الدينية. وفي عام 1344 قامت بتشييد دير كبير في فادستينا على نفقة ملك السويد ماجنوس إريكسون وزوجته والذي أصبح مركز انطلاق الرهبنة البريجيتية.
قامت بريجيت بعد ذلك برحلة حج لروما حوالي عام 1350 لطلب موافقة البابا على تأسيس رهبنتها الجديدة، ولم تتم الموافقة عليها حتى عام 1370 في عهد باباوية أوربان الخامس، وخلال تلك الفترة ذاع صيت بريجيت في روما كلها بسبب بساطتها ولطفها وأعمالها الخيرية. وفي عام 1373 قامت بزيارة القدس وبعدها عادت إلى روما حيث توفيت بتاريخ 23 يوليو/تموز من نفس العام.
دفن جسدها في البداية في كنيسة القديس لورينزو في بانيسبيرنا – روما، ومن ثم نقل إلى وطنها السويد. أعلن البابا بونيفاس التاسع قداستها عام 1391 وتم تثبيت ذلك الإعلان في مجمع كونستانس عام 1415. وتعتبر بريجيت شفيعة المملكة السويدية.

## محطات
- عام 1651 بنيت كنيسة على اسم بريجيت في فيينا.
- عام 1900 أوجدت بلدية جديدة في فيينا باسم بريجيتينو.
- عام 1999 اختار البابا يوحنا بولس الثاني بريجيت كشفيعة القارة الأوروبية، وتم الاحتفال بعيدها يوم 23 يوليو/تموز بعد أن كان يحتفل به يوم 8 أكتوبر/تشرين الأول من كل عام.

## وصلات خارجية
- بريجيت من السويد على موقع الموسوعة البريطانية (الإنجليزية)
- بريجيت من السويد على موقع ميوزك برينز (الإنجليزية)

- رؤى القديسة بريجيت (الموقع مخدم بعدة لغات أوروبية)